# Hosti International
Die Hosti GmbH ist ein deutscher Hersteller von Einweggeschirr. Sitz des Familienunternehmens ist in Pfedelbach im Hohenlohekreis.

## Geschichte
Das Unternehmen wurde 1949 von Emil Stickel als Hohenloher Papptellerfabrik in Neuenstein gegründet. Im Jahre 1953 zog das Unternehmen nach Pfedelbach. Seit 1979 werden die Produkte unter dem Markennamen Hosti vertrieben. 2003 wurde der Name des Unternehmens in Hosti International GmbH geändert. 2011 verhängte das Bundeskartellamt gegen Hosti International und fünf weitere Unternehmen wegen Preis- und Kundenschutzabsprachen in den Jahren 1999 bis 2002 Geldbußen in einer Gesamthöhe von einer Million Euro. Hosti hatte seine Schuld anerkannt und bei der Aufklärung kooperiert. Der 1918 in Bessarabien geborene Firmengründer Emil Stickel verstarb am 7. März 2011.

## Produkte
Hosti International ist der führende Hersteller von Einweggeschirr aus Karton in Europa. Bei Hosti International werden jährlich rund 2 Milliarden Pappteller und Pappschalen gefertigt, die bis zu 50 % aus Recyclingmaterial und 50 % aus nachwachsenden Rohstoffen (Holzfasern) bestehen. Das Produktspektrum geht von der Currywurstschale und dem Partyteller über Party-Kollektionen mit Servietten, Trinkbechern und Serviertabletts bis hin zum Fressnapf für Haustiere.

## Zur Hosti-Gruppe gehörende Unternehmen
Heute gehören zum Unternehmen die im Jahre 2002 übernommene Papptellerfabrik Oertz & Co. in Hamburg die Zechel Pappteller GmbH mit 25 Mitarbeitern am Standort Altlußheim. 2007 erfolgte die Ausgliederung der Maschinenbauabteilung in die ES Evo Tec GmbH als hundertprozentige Tochter der Hosti International GmbH. 2008 wurde eine Mehrheitsbeteiligung an der Pfiff-Kuss GmbH & Co. KG erworben und diese wurde 2011 vollständig übernommen. 2012 wurde Kartonwerken Eerbeek, Spankeren Niederlande erworben. 2014 erfolgten die Übernahme der Tedeco-Gizeh GmbH in Offenburg und die Eröffnung einer neuen Produktionsstätte im tschechischen Hronov.